# الشراكة التجارية والاستثمارية العابرة للأطلسي
الشراكة التجاريَّة والاستثماريَّة العابرة للأطلسي (بالإنجليزية: Transatlantic Trade and Investment Partnership، واختصارًا: TTIP) هو اتفاق تجارة مُقترح بين الاتحاد الأوروبي والولايات المتَّحدة يهدف إلى تشجيع التجارة والنمو الاقتصادي مُتعدد الأطراف. وفقًا للمفوَّض الأوروبيّ لشؤون التجارة كاريل دي غوخت الذي شغل المنصب هلال الفترة من عام 2010 حتى عام 2014، فإن الشراكة التجاريَّة والاستثماريَّة العابرة للأطلسي هي أكبر مبادرة تجاريَّة ثنائيَّة جرى التفاوض عليها على الإطلاق، وهذا لا ينحصر فقط على سبب إشراكها لأكبر اقتصادين في العالم بأسره، ولكن أيضًا لما قد تُشكِّله من امتداد عالميّ من شأنه إرساء مثال على الشركاء والاتفاقيات المستقبليَّة.
حالَ الرئيس الأمريكي دونالد ترامب دون استمرار عملية المفاوضات على الاتفاق، ليقوم بعدها بافتعال صراع تجاري مع الاتحاد الأوروبي. أعلن ترامب والاتحاد الأوروبي في نهاية المطاف التوصل إلى ما يُشبه الهدنة في يوليو عام 2018. وعاد الطرفان لمواصلة مفاوضات تُشبه كثيرًا اتفاق الشراكة التجارية والاستثمارية العابرة للأطلسي. في 15 أبريل عام 2019، أعلنت المفوضية الأوروبيَّة أن المفاوضات كان «قد عفا عليها الزمن ولم تعد مرتبطة بصميم الموضوع».
لا يمكن الاطِّلاع على الوثائق والمستندات والمقترحات الخاصّة بمحتوى اتفاق الشراكة التجاريَّة والاستثماريَّة العابرة للأطلسي بسبب سريتها حيث لا يمكن سوى للأشخاص الحاصلين على تصريحات خاصّة الاطِّلاع عليها. تسبَّبت عدة تسريبات حاصلة لمضامين وخفايا الاتفاق بإثارة الجدل حولها.
تقول المفوضية الأوروبيَّة أنَّ الاتفاق من شأنه إنعاش كل من اقتصاد الاتحاد الأوروبي بما يصل إلى 120 مليار يورو، والاقتصاد الأمريكي بما يصل إلى 90 مليار يورو، وبقية العالم بنحو 100 مليار يورو. وفقًا لما ذكره كلًا من أستاذ القانون بكلية الحقوق بجامعة كولومبيا أنو برادفورد، وتوماس بوليكي من مجلس العلاقات الخارجيَّة فإنَّ اتفاق الشراكة التجاريَّة والاستثماريَّة العابرة للأطلسي يهدف إلى «تحرير ثلث التجارة العالميَّة»، ومن الممكن أن يؤدِّي إلى خلق ملايين الوظائف الجديدة. اعتبر دين بيكر من مركز البحوث الاقتصاديَّة والسياسيَّة في مقالة كتبها بصحيفة الغارديان البريطانيَّة بأنَّ الفوائد الاقتصاديَّة التي ستعود على كل أسرة ستكون صغيرة نسبيًا. أمَّا وفقًا لما جاء في تقرير صادر عن البرلمان الأوروبي بخصوص تبِعات الاتفاق، فإن تأثيرات الأخير على ظروف العمَّال ستتراوح من مكاسب في وظائف معيَّنة وخسائر في وظائف أخرى، ويتحدَّد هذا بالرجوع إلى النماذج الاقتصاديَّة والافتراضات المُستخدمة في كل توقع من هذه التوقعات.
تعرَّض الاتفاق للانتقاد وواجه معارضة من طرف بعض النقابات، والمنظَّمات غير الحكوميَّة، والجمعيات الخيريَّة، والمنظَّمات البيئيَّة ولا سيما في أوروبا. وصفت صحيفة الإندبندنت فحوى الانتقادات الشائعة لاتفاق الشراكة التجاريَّة والاستثماريَّة العابرة للأطلسي بعمله على «تقليل الحواجز التنظيميَّة التجاريَّة أمام الشركات الكبرى، من ناحية أمور مثل قوانين سلامة الغذاء، والتشريعات البيئيَّة، واللوائح المصرفيَّة، وعمله على الحد من الصلاحيات السياديَّة لكلِ دولة على حدى». كما وجَّه المعارضون للاتفاق انتقادات لاذعة له حيث اعتبروه «اعتداءًا من قِبل الشركات العابرة للحدود الوطنيَّة على المجتمعات الأوروبيَّة والأمريكيَّة». كما أشارت الصحيفة إلى انتقاد «الطبيعة غير الديمقراطيَّة» للاتفاق الذي أُجرِيت مفاوضاته خلف الأبواب المغلقة دون شفافية كافية، فضلًا عن الدور الذي مارسته الجماعات الضاغطة النافذة خلال مرحلة التفاوض، وما قد يؤدي إليه الاتفاق من «تقويض السلطة الديمقراطيَّة للحكومات المحليَّة»، واعتبرته الصحيفة أكثر اتفاق تجارة مثير للجدل كان الاتحاد الأوروبي قد تفاوض عليه على الإطلاق. اعتبر عالم الاقتصاد الألمانيّ ماكس أوته أنَّ الاتفاق من شأنه التأثير سلبًا على النماذج الاجتماعيَّة الأوروبيَّة، وذلك من خلال وضعه العمَّال الأوروبيين في منافسة مُباشرة مع نظرائهم الأمريكيين (وفعليًا مع العمَّال المكسيكيين والكنديين بسبب عضوية الولايات المتَّحدة في اتفاقية التجارة الحرَّة لأمريكا الشماليَّة). كانت مبادرة المواطنين الأوروبيَّة، وهي من آليات الاتحاد الأوروبي الخاصّة بالديمقراطية المُباشرة والتي تعمل على تمكين مواطني الاتحاد من دعوة المفوَّضية الأوروبيَّة لاقتراح إجراءات قانونيَّة، بالقيام بحملة لجمع تواقيع معارضة لاتفاق الشراكة التجاريَّة والاستثماريَّة العابرة للأطلسي، والاتفاق الاقتصادي والتجاري الشامل مع كندا. استطاعت هذه الحملة من جمع أكثر من 3.2 مليون توقيع في سنة واحدة.
عَبَّرت عدة منظمات أوروبية عن معارضتها للاتفاقية؛ فعلى سبيل المثال، في 2014، ذكر رئيس الاتحاد الألماني لحماية البيئة والطبيعة أن الأوروبيين يتخوفون من أن تؤدي الاتفاقية إلى خفض معايير السلامة الخاصة بإنتاج الغذاء المعمول بها في الاتحاد الأوروبي.
في مايو 2015، نشرت منظمة السلام الأخضر 240 صفحة من الوثائق السرية المتعلقة بالمفاوضات، ووفقًا للصحيفة دويتشه تزايتونج حاول الطرف الأمريكي الضغط على نظيره الأوروبي بفرض قيود على صادرات السيارات الأوروبية إذا لم يوافق الجانب الأوروبي على تخفيف القيود على المنتجات الزراعية الأمريكية المعّدلة جينيًّا.

## خلفية
تُعدّ الحواجز الاقتصاديَّة ما بين الاتحاد الأوروبي والولايات المتَّحدة منخفضة نسبيًا. ولا ينحصر السبب في هذا بتمتع الطرفين لعضوية قديمة الأمد في منظَّمة التجارة العالميَّة وحسب، بل يتعداه كذلك ليشمل الاتفاقات الموقَّعة حديثًا مثل الاتفاقية الأمريكيَّة الأوروبيَّة للمجالات الجويَّة المفتوحة، فضلًا عن التنسيق والتعاون الجاري بين الطرفين من خلال المجلس الاقتصادي العابر للأطلسي. تدَّعي المفوضية الأوروبيَّة أن تطبيق ميثاق تجارة عابر للأطلسي من شأنه تعزيز مجموع التجارة بين الطرفين بنسبة لتصل إلى 50%. أصدر البيت الأبيض والمفوضية الأوروبيَّة في تقرير مشترك لهما توقعات بالمكاسب الاقتصاديَّة التي ستعود على الطرفين في حال توصلهما إلى اتفاق تجاري.
ظهر اقتراح إنشاء منطقة للتجارة الحرّة العابرة للأطلسي خلال تسعينيات القرن العشرين. اقترحت المستشارة الألمانيَّة أنغيلا ميركل فيما بعد فكرة مشابهة لذلك في عام 2006، وجاء ذلك حينها على خلفية تعثر محادثات الدوحة الخاصّة بالتجارة العالمية. بيدَّ أنَّ النزعة الحمائيَّة التي ينتهجها الطرفين على ضفتي الأطلسي لعبت دورها كعثرة في طريق التوصل إلى اتفاق مستقبلي. بدأت الجهود الرامية للتوصل إلى تعاون حقيقي بين الطرفين مع توقيع الجماعة الأوروبيَّة المؤلَّفة من اثنتي عشر بلدًا على الإعلان العابر للأطلسي في عام 1990. جاء هذا على خلفية انتهاء الحرب الباردة حديثًا، التي كانت قد قسَّمت العالم إلى كتلتين يسود بينهما العداء. دعا هذا الإعلان إلى إقامة قمم سنوية بين الطرفين، وشدَّد على أهمية استمرار منظَّمة حلف شمال الأطلسي، بالإضافة إلى عقد اجتماعات على المستوى الوزاري كل ستة أشهر، وتكثيف عدد الاجتماعات واللقاءات بين الشخصيات السياسية وكبار المسؤولين.
تضمنت المبادرات والجهود اللاحقة التي اتخذها أصحاب القرار الأوروبيين والحكومة الأمريكيَّة إنشاء مجموعة ضاغطة خاصّة بأصحاب الأعمال عام 1995، وإقامة السلطات العامّة لحوار الأعمال التجاريَّة العابر للأطلسي على جانبي الأطلسي في عام 1998، واستحداث لجنة استشاريَّة تحت اسم الشراكة الاقتصاديَّة العابرة للأطلسي في عام 2007. كما أعلن الجانبان عن تشكيل المجلس الاقتصادي العابر للأطلسي الذي ضمَّ ممثلين عن الشركات الموجودة على طرفي الأطلسي حيث اجتمع ليقدِّم الاستشارة لكل من المفوضية الأوروبيَّة والحكومة الأمريكيَّة. وعلاوةً على ذلك، فقد أسَّس الطرفان في عام 2011 مجموعة مؤلَّفة من خبراء رفيعي المستوى للبحث في سبل الرفع من مستوى التعاون والتنسيق الاقتصادي. قدَّمت المجموعة ما خلصت إليه بتاريخ 11 فبراير عام 2013 حيث أوصت بإطلاق مفاوضات تهدف إلى إبرام اتفاق تجارة حرّة شامل بين الجانبين. وفي 12 فبراير عام 2013، دعا الرئيس الأمريكيّ باراك أوباما في خطاب حالة الاتِّحاد السنوي إلى هكذا اتفاق. وفي اليوم التالي، أعلن رئيس المفوضية الأوروبيَّة خوسيه مانويل باراسو إلى تقرر إجراء محادثات بين الطرفين من أجل التفاوض حول شروط وأحكام الاتفاق.
تمثِّل الولايات المتَّحدة والاتحاد الأوروبي مجتمعين ما نسبته 60% من الناتج المحلي الإجمالي للعالم بأسره، ونسبة 33% من حجم التبادل التجاري العالمي للسلع، ونسبة 42% من حجم التجارة العالميَّة في قطاع الخدمات. وبطبيعة الحال، يتخلَّل هذه العلاقات عدد من الصراعات التجاريَّة. بيدَّ أنَّ كليهما يعتمدان على السوق الاقتصاديَّة للطرف الآخر حيث لا تؤثر النزاعات إلَّا على 2% من إجمالي التجارة القائمة. ستكون منطقة التجارة الحرّة بين الولايات المتَّحدة والاتحاد الأوروبي في حال توصل الاثنين لاتفاق الأكبر في التاريخ حيث ستُشكل ما نسبته 46% من الناتج المحلي الإجمالي العالمي.
| الوجهة                                   | السلع     | الخدمات   | الاستثمارات | المجموع    |
| ---------------------------------------- | --------- | --------- | ----------- | ---------- |
| من الاتحاد الأوروبي إلى الولايات المتّحدة | 351 مليار | 179 مليار | 1655 مليار  | 2181 مليار |
| من الولايات المتّحدة إلى الاتحاد الأوروبي | 213 مليار | 196 مليار | 1536 مليار  | 1806 مليار |

يشكل استثمار الولايات المتَّحدة في الاتحاد الأوروبي ثلاثة أضعاف الاستثمارات الأمريكيَّة في قارة آسيا بأكملها، في حين يشكل استثمار دول الاتحاد الأوروبي في الولايات المتحدة ثماني أضعاف جميع استثماراتها في الهند والصين مجتمعتين. تشكل نقل الموظفين داخل الشركات حوالي ثلث مجمل التجارة بين ضفتي الأطلسي. تعد الولايات المتَّحدة والاتحاد الأوروبي أكبر شركاء التجاريين لمعظم البلدان الأخرى العالم، ويمثّلان ثلث التعاملات التجارة العالميَّة. من أجل إنجاح الاتفاق بين الطرفين فإنَّ الهدف هو إزالة الحواجز التجاريَّة غير الجمركيَّة، وذلك نظرًا لكونها منخفضة بالأصل (بنسب أقل من 3%).

## المضمون المقترح
قسَّمت الوثائق التي نشرتها المفوضية الأوروبيَّة في شهر يوليو عام 2014 محتويات النقاشات الدائرة حول الاتفاق إلى ثلاث مجالات واسعة: أولها الوصول للأسواق، وثانيها التشريعات الخاصّة والقواعد الواسعة، وثالثها مبادئ وسبل التعاون.
اعتبارًا من يونيو 2013، قدَّم التفويض الخاص بالعملية التفاوضيَّة الأوروبيَّة رؤيةً أكمل في صورتها لما كان قد عرضه مجلس الاتحاد الأوروبي (الشؤون الخارجية) على مفاوضيه في مساعيه الهادفة لتحقيق النقاط المرجوة على مستوى المجالات الثلاث. لا يوجد نص أمريكيّ مقابل، ولكن الحكومة الأمريكيَّة أصدر بيانًا عامًا حدَّدت فيه الأهداف والإيجابيات المحتملة التي تسعى لتحقيقها من خلال الاتفاق.
في فبراير 2016، تسربت المحتويات السريَّة لمقترحين الأول قدَّمه الأمريكيين بخصوص خفض التعريفات الجمركيَّة، والثاني اقتراح مقابل قدَّمه الاتحاد الأوروبي والذي يرمي إلى إلغاء التعريفات الجمركيَّة على ما تتراوح نسبته ما بين 87.5% حتى 97% من جميع التعريفات الجمركيَّة بين الطرفين.

### الوصول للأسواق
يتضمن اتفاق الشراكة التجاريَّة والاستثماريَّة العابرة للأطلسي بنودًا حول الوصول إلى الأسواق فيما يخص السلع والخدمات. ترمي هذه البنود إلى إزالة الرسوم الجمركيَّة على السلع، والقيود المفروضة على الخدمات، فضلًا عن شق الطريق نحو الهدف الساعي لتحقيق إمكانية وصول أفضل إلى الأسواق العامة، وتيسير العملية الاستثماريَّة. تشمل الأحكام الخاصّة بالسلع قواعد تنظِّم إمكانية الوصول للأسواق، والزراعة، والمنتجات الزراعيَّة المُعالجة، وقواعد المنشأ.

#### الخدمات والنص المسرّب
في مارس 2014، قامت صحيفة دي تسايت الألمانيَّة بتسريب مسودة يرجع تاريخها إلى 7 يوليو 2013 حملت عنوان «التجارة في الخدمات والاستثمار والتجارة الإلكترونيَّة». يتألف النص المسرَّب من سبعة أبواب. تنصّ المادة الأولى من الباب الأول على الأهداف الشاملة التي يرمي الاتفاق إلى تحقيقها في ظل مناخ أفضل من تطوير التجارة والاستثمار، ولا سيما فيما يخص «تحرير الاستثمار والتنسيق حول التجارة الإلكترونيَّة».
يستعرض القسم الذي يبدأ من المادة الثالثة حتى المادة الثامنة عشر من الباب الثاني المبادئ العامة للاستثمار. فيما تتناول المادة الرابعة عشر قواعد مقترحة تحظر الحكومات من التأميم والمصادرة المباشرة أو غير المباشرة. يستثنى من ذلك الحالات التي تصب في الصالح العام حيث يُشترط حينها أن تنفَّذ بما تنص عليه القوانين دون تمييز وشريطة تسديد تعويضات للمتضررين. أمَّا البند الثاني من المادة الرابعة عشر فيحدِّد قيمة التعويض اللازم تسديده بما يعادل القيمة السوقيَّة المُنصفة للاستثمار المصادر في وقت سابق مباشرةً للمصادرة أو الوقت الذي عُرِفَ به علنًا باقتراب المصادرة، بالإضافة إلى تسديد فائدة بنسبة تجاريَّة تحدَّد بالرجوع لسوق.
تتناول المواد من المادة التاسعة عشر إلى المادة الثالثة والعشرون من الباب الثالث، قواعد تقديم الخدمات عبر حدود البلدان الأطراف.
تتناول المواد من المادة الرابعة والعشرون إلى المادة الثامنة والعشرون من الباب الرابع، موضوع حرية انتقال مدراء الأعمال وغيرهم من موظفي الشركات للعمل المؤقت بين جميع البلدان الأطراف تأثر الحركة العامة للأفراد.
تتناول ثمانية أقسام من الفصل الخامس قواعد محدَّدة للقطاعات الاقتصاديَّة المختلفة. فيما تستغرض المادة التاسعة والعشرون حتى الواحدة والثلاثون من القسم الأول المبادئ الواجب على الدول الالتزام بها عند منحها الرخص للشركات الخاصة، وتنص على أن المتطلبات غير المتناسبة مع هدف السياسة العامة القابل للمراجعة تتعارض مع المعاهدة. يتناول القسم الثاني أحكامًا عامّة. في حين يغطي القسم الثالث موضوع الخدمات الحاسوبيَّة. وتغطي المادة الخامسة والثلاثون حتى التاسعة والثلاثون من القسم الرابع موضوع تحرير قطاع الخدمات البريديَّة. تختص المادة الأربعين حتى الخمسين من القسم الخامس، بموضوع خدمات الاتصالات الإلكترونيَّة (ومن ضمنها الاتصال عن بعد) وتستوجب وجود أسواق تنافسيَّة دون اللجوء إلى الدعم المتبادل، ويخضع هذا لاستثناءات محدَّدة وتشمل ما يرد في المادة السادسة والأربعون حقًا (وليس شرطًا) للبلدان حتى تُقدِّم خدمة عالميَّة.
يتناول القسم السادس من الباب الخامس موضوع الخدمات الماليَّة في المواد الواحدة والخمسون حتى التاسعة والخمسون. تضع هذه المواد قيودًا على القوانين التي يمكن للحكومات سنّها في تعاملها مع الجانب التنظيمي العام للتأمين والقطاع المصرفي. سيكون من غير المشروع حصول تناف لأي لوائح أو قوانين خاصّة ببلد ما مع شروط وأحكام المعاهدة. تشمل الدواعي المشروعة للتشريع حماية المستثمرين أو المودعين أو أصحاب السياسات أو الأشخاص الذين عليهم الوفاء بواجب مالي لأحد شركات الخدمات الماليَّة، بالإضافة إلى ضمان نزاهة واستقرار النظام المالي لأحد الأطراف. في حين ينص البند الثاني من المادة الثانية والخمسون على أن الإجراءات الواجب اتخاذها لا يجب لها أن تكون مرهقة أكثر من اللازم حتى تحقق هدفها. لا تشمل المعاهدة أي أسباب أخرى تدعو للسماح بسن هذا النوع من التشريعات. يغطي القسم السابع النقل البحري الدولي، فيما يتناول القسم الثامن النقل الجوي.
كما اُقترِحَ ملحق التحكيم بين الدولة والمستثمر بغية تمكين الشركات من اتخاذ إجراءات قانونيَّة ضد الحكومات في حال انتهكت الأخيرة حقوقها المحميَّة في الاتفاق. فتحت المفوضية الأوروبيَّة استشارة عامة بعد تسرب المسودة مما أفضى إلى إجراء بعض التغييرات عليها. في سبتمبر عام 2015، اقترحت المفوضية «نظام محاكم خاصًا بالاستثمار» ليحل محل أحكام آلية التحكيم بين الدولة والمستثمر. خفَّف هذا المقترح من النطاق الذي يمكن للمستثمر بموجبه التقاضي قانونًا، واستعيض فيه عن «قضاة ذي خبرة كبيرة» بدلًا من المحكمين الذين يحكمون في هذه القضايا.

### تشريعات خاصة بصناعات محددة
تمت تحت شعار «تحسين التماسك والتنسيق التنظيمي من خلال تفكيك الحواجز التنظيميَّة غير الضرورية مثل الازدواجية البيروقراطيَّة في الجهود المبذولة».
تضمنت رؤوس أقلام النقاش كلًا مما يلي:
- الفصول الأفقيَّة:
  - التماسك التنظيمي[49][50]
  - الحواجز التقنيَّة على التجارة[51]
- اتفاقيات قطاعيَّة محدَّدة:
  - الأقمشة[52]
  - الكيماويات[53]
  - الصناعات الدوائيَّة[54]
  - المستحضرات التجميليَّة[55]
  - الأجهزة الطبيَّة
  - السيارات[56]
  - الإلكترونيات وتقنية المعلومات
  - الآليات والصناعات الهندسيَّة
  - المبيدات الحشريَّة
  - تدابير الصحة والصحة النباتيَّة[57] (أي الحواجز المفروضة على تجارة المنتجات الغذائيَّة والزراعيَّة)

### القواعد الحدوديَّة ومبادئ وسبل التعاون
تمت تحت شعار «تعزيز التنسيق بما يتعلق بتحديد المعايير الدوليَّة».
تضمنت رؤوس أقلام النقاش كلًا مما يلي:
- قطاع الطاقة والمواد الخام[58][59]
- التجارة والتنمية المُستدامة / العمالة والبيئة[60]
- التوريد العام[61]
- الملكيَّة الفكريَّة[62]
  - المؤشرات الجغرافيَّة
- سياسة التنافس الاقتصادي: مكافحة الاحتكار وعمليات الاندماج
  - معاملة الشركات المملوكة للدولة أو المدعومة حكوميًا بما يتعلق بالشركات الخاصة
- الشركات الصغيرة والمتوسطة
- مُعالجات تجاريَّة: مثل الممارسات المكافحة للمُكاسَدة
- التسهيلات الجمركيَّة والتجاريَّة

### التطبيق
تسوية النزاعات (بين الأطراف وليس النزاعات بين الدولة والمستثمر)

## المفاوضات

### الإجراءات الخاصة
عمل على تطوير نصوص اتفاق الشراكة التجاريَّة والاستثماريَّة العابرة للأطلسي أربع وعشرين مجموعة عمل مشتركة بين الاتحاد الأوروبيّ والولايات المتَّحدة. تُعنى كل واحدة من مجموعات العمل هذه بجانب مُنفصل من جوانب الاتفاقيَّة. يجري التقدم الُمحرز عبر مجموعة محدَّدة من الأطوار. أولًا يتبادل الطرفان أوراق تشرح مواقفهما العامة حيث يستعرض كل طرف الأهداف المرجوة لكل جانب. ويتبع ذلك إجراء عرض للمقترحات النصيَّة التي يود كل طرف طرحها على الآخر (في مجالات مثل التعريفات الجمركيَّة والوصول للأسواق) ويصاحبها «العرض الأولي» الذي يقدِّمه كل طرف. إنَّ وثائق ومسودات التفاوض هذه ليست ثابتة بل تظل عرضة للتطور والإضافة المستمرين خلال تجاوزها لمراحل التطور المختلفة. ويجري في النهاية إعداد نص موحد بعد إبداء الطرفين لجهوزيتهما. توضع كل نقطة اختلاف يبديها أحد الطرفين بين قوسين، ومن ثم يعمل الطرفان على إغلاق كل موضوع على حدى بعد التوصل إلى خلاصة مُرضيَّة بشأنه. ومع ذلك فإنَّ الاتفاق يخضع للتفاوض عليه بصورة كليَّة، ولذلك لا يتوصل الطرفان لاتفاق نهائي على أي شق منه حتى الانتهاء من العملية ككل.

### جولات التفاوض
تُعقد الجولات على دورات مدة الواحدة منها أسبوع واحد، ويتناوب الطرفين على استضافة كلٍ منها حيث تجري الدورة إمَّا في بروكسل أو في إحدى مدن الولايات المتَّحدة. أراد المفاوضين الانتهاء من العملية مع حلول نهاية عام 2016.
- جولة المفاوضات الأولى: من 7 حتى 12 يوليو عام 2013 في واشنطن العاصمة.
- جولة المفاوضات الثانية: من 11 حتى 15 نوفمبر عام 2013 في بروكسل.
- جولة المفاوضات الثالثة: من 16 حتى 21 ديسمبر عام 2013 في واشنطن العاصمة.
- جولة المفاوضات الرابعة: من 10 حتى 14 مارس عام 2014 في بروكسل.
- جولة المفاوضات الخامسة: من 19 حتى 23 مايو عام 2014 في أرلينغتون بولاية فرجينيا.
- جولة المفاوضات السادسة: من 13 حتى 18 يوليو عام 2014 في بروكسل.
- جولة المفاوضات السابعة: من 29 سبتمبر حتى 3 أكتوبر عام 2014 في تشيفي تشيس بولاية ميريلاند.
- جولة المفاوضات الثامنة: من 2 حتى 6 فبراير عام 2015 في بروكسل.
- جولة المفاوضات التاسعة: من 20 حتى 24 أبريل عام 2015 في نيويورك.
- جولة المفاوضات العاشرة: من 13 حتى 17 يوليو عام 2015 في بروكسل.
- جولة المفاوضات الحادية عشر: من 19 حتى 23 أكتوبر عام 2015 في ميامي.
- جولة المفاوضات الثانية عشر: من 22 حتى 26 فبراير عام 2016 في بروكسل.
- جولة المفاوضات الثالثة عشر: من 25 حتى 29 أبريل عام 2016 في نيويورك.
- جولة المفاوضات الرابعة عشر: من 11 حتى 15 يوليو عام 2016 في بروكسل.
- جولة المفاوضات الخامسة عشر: من 3 حتى 7 أكتوبر عام 2016 في نيويورك

### إجراءات الحفاظ على السرية
لا يستطيع سوى عدد محدَّد من الأشخاص الاطّلاع على المستندات والوثائق الخاصّة بالاتفاق والتي يُطلق عليها اسم «النصوص الموحَّدة». تحوي هذه النصوص آخر النتائج التي توصل إليها الطرفان إبَّان المفاوضات. من بين الأشخاص الذين يحق لهم الاطلاع على هذه النصوص من على الجانب الأوروبي هم المفاوضين أنفسهم بطبيعة الحال (معظمهم من المديرية العامّة للتجارة)، وأعضاء البرلمان الأوروبي، وأعضاء برلمانات الدول الأعضاء في الاتحاد الأوروبي. لا يمكن نقل هذه الوثائق كمستندات إلكترونيَّة أو حتى مطبوعة، وذلك بناءً على طلب الولايات المتَّحدة. الوثائق موجودة في غرفة آمنة داخل مقرات المفوضية الأوروبيَّة ببروكسل، وفي مباني عدد من السفارات الأمريكيَّة، وفي مكاتب وزارات التجارة للدول الأعضاء. يُحظر إدخال أي أجهزة تسجيل أو توثيق إلكترونيّ مثل الهواتف المحمولة في جميع هذه الغرف. يُعطى الزائرون المخولون لقراءة الوثائق أوراقًا بيضاء مطبوع عليها اسم القارئ، حتى يدون الأشخاص المعنيين ملاحظاتهم عليها. أمَّا على الجانب الأمريكي فالإجراءات مماثلة إلى حد كبير حيث لا يستطيع سوى أعضاء مجلس الشيوخ ومفاوضي مكتب الممثل التجاري الأمريكي الاطّلاع على الوثائق، ووجب عليهم الالتزام بقواعد مشابهة حين يقومون بذلك. هذا وقد أصرَّ الأمريكيون على اتباع إجراءات أمنيَّة مماثلة فيما يتعلق بوثائق مسودة اتفاق الشراكة العابرة للمحيط الهادئ.

### العقبات
كان من المُقرر الانتهاء من المفاوضات بحلول عام 2014، ولكن ظل ما لا يقل عن أربعة أو خمسة سنوات أخرى من المفاوضات عالقة دون التوصل لحسم بحلول نهاية ذلك العام، وهذا وفقًا لما ذكره عالم الاقتصاد هوسوك لي ماكياما. في نوفمبر عام 2014، أعلنت الحكومة البلغاريَّة اعتزامها عدم التصديق على الاتفاق حتى ترفع الولايات المتحدة شروط تأشيرة الدخول التي تفرضها على المواطنين البلغاريين.
قال نائب المستشارة الألمانيَّة ووزير الاقتصاد الألماني سيغمار غابرييل أنَّ محادثات اتفاق التجارة الحرّة مع الولايات المتَّحدة باءت بالفشل، مستشهدًا بعدم حدوث تقدم يذكر في أي من الأقسام الأساسيَّة لهذه المفاوضات المستمرة منذ زمن حيث صرَّح غابرييل بقوله: «برأيي فإن المفاوضات مع الولايات المتَّحدة قد فشلت بحكم الواقع، وهذا رغم عدم اعتراف أي أحد حقيقةً بالأمر.» وقد نقلت قناة التلفزيون الألماني الثاني عن الوزير في مقابلة بثتها القناة معه بتاريخ 28 أغسطس عام 2016 قوله «لقد فشلت لأنَّنا نحنُ الأوروبيون لم نرد إرضاخ أنفسنا للمطالب الأمريكيَّة.»

### تقدم سير المفاوضات
تقدم سير المفاوضات اعتبارًا من تاريخ 27 أبريل 2016:
|                                            | لا ورقة حتى الأن | عرض الطرفين لورقتهما | مقترحات كل من الطرفين | بدأ عملية توفيق | مرحلـة متقدمة من التـوفيق |
| الوصول للأسواق الزراعيّة                    |                  |                      |                       |                 |                           |
| مكافحة الفساد                              |                  |                      |                       |                 |                           |
| التنافس الاقتصادي                          |                  |                      |                       |                 |                           |
| الخدمات العابرة للحدود                     |                  |                      |                       |                 |                           |
| التسهيلات الجمركيَّة والتجاريَّة               |                  |                      |                       |                 |                           |
| التجارة الإلكترونية                        |                  |                      |                       |                 |                           |
| قطاع الطاقة والمواد الخام                  |                  |                      |                       |                 |                           |
| خدمات مالية                                |                  |                      |                       |                 |                           |
| حماية الاستثمارات                          |                  |                      |                       |                 |                           |
| الملكيَّة الفكريَّة                            |                  |                      |                       |                 |                           |
| القانونيّة والمؤسّساتيّة                      |                  |                      |                       |                 |                           |
| الوصول إلى الأسواق/السلع الصناعيّة          |                  |                      |                       |                 |                           |
| التوريد العام                              |                  |                      |                       |                 |                           |
| التماسك التنظيمي                           |                  |                      |                       |                 |                           |
| التنسيق التنظيمي                           |                  |                      |                       |                 |                           |
| قواعد المنشأ                               |                  |                      |                       |                 |                           |
| الشركات الصغيرة والمتوسطة                  |                  |                      |                       |                 |                           |
| المشاريع المملوكة من قبل الدولة            |                  |                      |                       |                 |                           |
| تدابير الصحة والصحة النباتيَّة               |                  |                      |                       |                 |                           |
| النزاعات بين الدول والتسوية                |                  |                      |                       |                 |                           |
| الدعم الحكومي                              |                  |                      |                       |                 |                           |
| التجارة والتنمية المُستدامة/العمالة والبيئة |                  |                      |                       |                 |                           |
| الحواجز التقنيَّة على التجارة                |                  |                      |                       |                 |                           |
| الاتصالات                                  |                  |                      |                       |                 |                           |
| الأقمشة والملابس                           |                  |                      |                       |                 |                           |
| مُعالجات تجاريَّة                             |                  |                      |                       |                 |                           |
| القطاعات                                   |                  |                      |                       |                 |                           |

## التصديق
يجب على جميع حكومات الدول الأعضاء في الاتحاد الأوروبي (سبعة وعشرين دولة) الموافقة على الشراكة بالتصويت عليها بالإجماع في مجلس الاتحاد الأوروبي بموجب ما جاء في المادة رقم 207 والمادة رقم 218 من معاهدة عمل الاتحاد الأوروبي. وبعدها ينتقل الاتفاق إلى البرلمان الأوروبي الذي سينبغي عليه كذلك الموافقة عليه. يتمتع البرلمان الأوروبي بالصلاحيات التي تمكِّنه من رفض أو قبول الاتفاق. يجب على الاتفاق الحصول على موافقة جميع برلمانات الدول الأعضاء في الاتحاد الأوروبي قبل دخوله حيز التنفيذ في حال اعتبر مجلس الاتحاد الأوروبي للاتفاق «اتفاقًا مختلطًا» عند رجوع الأخير إلى الاقتراح الذي تصدره المفوضية الأوروبيَّة بهذا الخصوص. أمَّا في الولايات المتَّحدة فيجب على الاتفاق الحصول على موافقة مجلسيّ الكونغرس ألا وهما مجلس الشيوخ ومجلس النواب حتى يُصدَّق على الاتفاق.

## المكاسب المقترحة
يرمي اتفاق الشراكة التجاريَّة والاستثماريَّة العابرة للأطلسي إلى «تحرير ثلث التجارة العالميَّة». يعتبر مؤيدو الاتفاق أنَّ من شأنه خلق ملايين الوظائف الجديدة. قدَّر مركز بحوث السياسة الاقتصاديَّة الذي يقع مقره في لندن، أنَّه وعند الأخذ بحقيقة كون التعريفات الجمركيَّة بين الطرفين منخفضة أصلًا، فإنَّ ما تُشكل نسبته 80 بالمئة من المكاسب الاقتصاديَّة المُحتملة الناجمة عن الاتفاق تعتمد على التقليل من صراعات التقليد بالقواعد الموضوعة من جانب الاتحاد الأوروبي، وتلك الخاصّة بالولايات المتَّحدة على تلك الفكرة، وغيرها من الأمور التنظيميَّة التي تمتد من سلامة الأغذية وصولًا إلى قطع السيارات. في حين أشار كل من توماس بوليكي من مجلس العلاقات الخارجيَّة، وأنو برادفورد من كلية الحقوق بجامعة كولومبيا إلى أنَّ من شأن الاستراتيجية الناجحة التركيز على قطاعات الأعمال التي غالبًا ما قد تتداخل فيها قوانين التجارة العابرة للأطلسي مع القوانين واللوائح المحليَّة، ومن الأمثلة على هذه القطاعات كل من التأهيل في مجالات صناعة الأدوية، والزراعة، والتداول الماليّ. كما من شأن ذلك العمل على ضمان بقاء الولايات المتَّحدة وأوروبا «واضعين للمعايير» بدلًا من «ملتزمين بها» على مستوى الاقتصاد العالمي، مما سيضمن استمرار التزام المنتجين في جميع أنحاء العالم بالمعايير والقواعد الأوروبيَّة-الأمريكيَّة المشتركة.
في مارس عام 2013، أشار تقييم اقتصاديّ صادر عن المركز الأوروبي لبحوث السياسة الاقتصاديَّة أنَّ من شأن إبرام هكذا اتفاق شامل إحداث نمو في الناتج المحلي الإجمالي للاتحاد الأوروبي بقيمة تتراوح ما بين الـ68 والـ119 مليار يورو بحلول عام 2027، ونمو في الناتج المحلي الإجمالي للولايات المتَّحدة يتراوح ما بين الـ50 والـ95 مليار يورو (أي ما تتراوح قيمته ما بين الـ53 والـ101 مليار دولار) خلال نفس الفترة المتوقعة. كما قدَّر التقرير أنَّ من شأن التوصل إلى اتفاق محدود ينحصر فقط على التعريفات الجمركيَّة إحداث نمو في الناتج المحلي الإجمالي للاتحاد الأوروبي بقيمة 24 مليار يورو بحلول عام 2027، ونمو بنحو 9 مليارات يورو بالناتج المحلي الإجمالي الأمريكي في نفس الفترة الزمنية المتوقعة. وسيزيد الدخل الفردي السنوي لعائلة مؤلَّفة من أربعة أشخاص بمبلغ قدره 545 يورو في الاتحاد الأوروبي، وبزيادة قدرها 655 يورو في الولايات المتحدة، وهذا فقط عند اعتبار أنَّ أفضل تقدير للنمو بالناتج المحلي الإجمالي جراء سريان الاتفاق سيتحقق على أرض الواقع وبتوزيع هذا النمو بالمساواة على الأفراد.
أدَّعى الرئيس التنفيذي لشركة سيمنز (توجد 70% من قوتها العاملة في أوروبا، و30% في الولايات المتَّحدة) في مقال كتبه في صحيفة وول ستريت جورنال أن الاتفاق من شأنه تعزيز القدرة التنافسيَّة العالميَّة للاتحاد الأوروبي والولايات المتَّحدة من هلال خفضها للحواجز التجاريَّة، وعملها على الرفع من مستوى الحمايات المكفولة للملكية الفكريَّة، فضلًا عن وضعها لقواعد دوليَّة جديدة خاصّة بالمعاملات التجاريَّة.
توقعت المفوضية الأوروبيَّة إنعاش اتفاق الشراكة التجاريَّة والاستثماريَّة العابرة للأطلسي لاقتصاد الاتحاد الأوروبي بنحو 120 مليار يورو، وإنعاشه لاقتصاد الولايات المتَّحدة بنحو 90 مليار يورو، واقتصاد بقية العالم بنحو 100 مليار يورو. بدأت المفاوضات في يوليو عام 2013 نحرزةً بعض التقدم حيث وصلت للجولة الثالثة بحلول نهاية ذلك العام.
أشار الاقتصاديّ دين بيكر من مركز البحوث الاقتصاديَّة والسياسيَّة إلى أن الاتفاق سيركز على الحواجز التجاريَّة غير التقليديَّة مثل تجاوز اللوائح المحليَّة الخاصّة بالتصديع المائي، والكائنات المعدَّلة وراثيًا، وقطاع التمويل، فضلًا عن تشديدها للقوانين الخاصّة بحقوق التأليف والنشر. انصباب التركيز على هكذا أمور هو بسبب كون الحواجز التجاريَّة التقليديَّة من تعريفات جمركيَّة منخفضة بالأصل. ويؤكد بيكر على أنَّ الفوائد الاقتصاديَّة التي ستعود على الأسر نتيجة الاتفاق ليست مشجعة قائلًا: «إذا ما احتسبنا مكاسب الدخل المتوقعة بنسبة زيادة 0.21% على الدخل الشخصي المتوقع بحلول عام 2027، فإنَّ هذا سيكون أعلى بقليل من 50 دولارًا في العام.»
خلصت ورقة بحثيَّة أجراها باحثون اقتصاديون من جامعة لوفان الكاثوليكيَّة في عام 2018 بأنَّ اتفاقات التجارة «العميقة» بين الولايات المتَّحدة والاتحاد الأوروبي مثل اتفاق الشراكة التجاريَّة والاستثماريَّة العابرة للأطلسي يمكن لها زيادة الناتج المحلي الإجمالي للاتحاد الأوروبي بنسبة 0.7%، وزيادة الناتج المحلي الإجمالي الأمريكي بنسبة 0.7%. معظم هذه الزيادة ستكون بالمقام الأول نتيجة خفض الحواجز غير الجمركيَّة على التجارة.